# Contra Force
Contra Force est un jeu vidéo de type run and gun développé et édité par Konami, sorti en 1992 sur NES.

## Accueil
- GamePro : 2,5/5[1]